# 东方 (小说)
《东方》是魏巍所著长篇小说，共三卷，人民文学出版社1978年出版。1982年获第一届茅盾文学奖。